# Tronador (ракета)
Tronador (Thunderer, Тронадор, Громовержец) — серия аргентинских ракет, в числе которых Tronador I и Tronador II - жидкостные ракеты. Другое их название ISCUL (Inyector Satelital де Cargas Utiles Ligeras, Лёгкая ракета-носитель для запуска спутников).
Tronador это ракета на жидком топливе применяемая для суборбитальных космических испытательных полетов. На её основе была создана более мощная тестовая ракета VEx, призваная проверить некоторые технологии, необходимые для Tronador II, который уже будет иметь систему наведения и будет способен достичь низкой околоземной орбиты.

## Модификации Tronador I
Tronador I представляет собой неуправляемую ракету на жидком топливе и используется для тестовых суборбитальных космических полётов.

### Tronador I (T1)
Tronador I (Т1) совершил свой успешный полёт 6 июня, 2007 из Пуэрто-Бельграно-морской базы близ Баия-Бланка, в юго-восточную часть провинции Буэнос-Айрес. Это был первый полет по программе проверки ракетных технологий.

#### Характеристики
- Длина: 3,4 м
- Ступеней: 1
- Общая взлетная масса: 60 кг
- Полезная нагрузка: 4 кг
- Тяга: 500 кг х 10 сек

### Tronador Ib (T2)
Ракета Tronador Ib (Т2) совершила успешный взлёт 5 августа 2008 г. с морской базы Puerto Belgrano Naval. Это был второй полёт по программе проверки ракетных технологий.

#### Характеристики
- Длина: 3,4 м
- Ступеней: 1
- Общая взлётная масса: 60 кг
- Полезная нагрузка: 4 кг
- Апогей: 15~20 км
- Тяга: 1,500 кгс х 10 сек.

### VS-30
Аппарат был успешно запущен в декабре 2007 года (Operacion Angicos) на первых совместных лётных испытаниях Comisión Nacional de Actividades Espaciales и Бразильского Космического агентства. Его полезная нагрузка создана компанией CONAE, которая провела ряд экспериментов для проверки программ подсистем. В эксперименте использовались устройства, подключены к бортовому компьютеру: IMU (Inertial Measurements Unit, инерционный измерительный инструмент, в котором используется гироскоп), приёмник GPS (для навигации), система контроля и управления рулями высоты. Блок полезной нагрузки совершил суборбитальный полет с помощью построенного AEB твердотопливного ракетного ускорителя VS-30. После чего опустился на парашютах в море, откуда затем был извлечен.

#### Характеристики
- Длина: 3,288 мм (модуль полезной нагрузки)
- Ступеней: 1 (против-30 усилитель)
- Общая Взлетная масса: 1,500 кг
- Масса: 242.1 кг
- Апогей: 120~160 км
- Удельный импульс: 266 сек (против-30 усилитель)

## Tronador II
Первый орбитальный запуск Tronador II происходил в 2019 году, с военно-морской базы Пуэрто-Бельграно.

### Характеристики
По состоянию на июнь 2016 года, кофигурация Tronador II выглядела так:
- Длина: 28 м
- Ступеней: 2
- Диаметр: 2,5 м
- Сухой вес: 5 100 кг
- Вес с горючим: 67 000 кг
- Вес полезной нагрузки: 250 кг[8]
- Апогей: 600 км
- Нижних ступень: 90т суммарной тяги (3 двигателя по 30 т на уровне моря). Топливо: РП-1/ЖК
- Верхняя ступень: 1.4 т до 4 т тяги (один двигатель) на уровне моря (2 т до 5,5 т в вакууме). Топливо: Монометилгидразин (ММГ)/N2O4

### Другие предложения

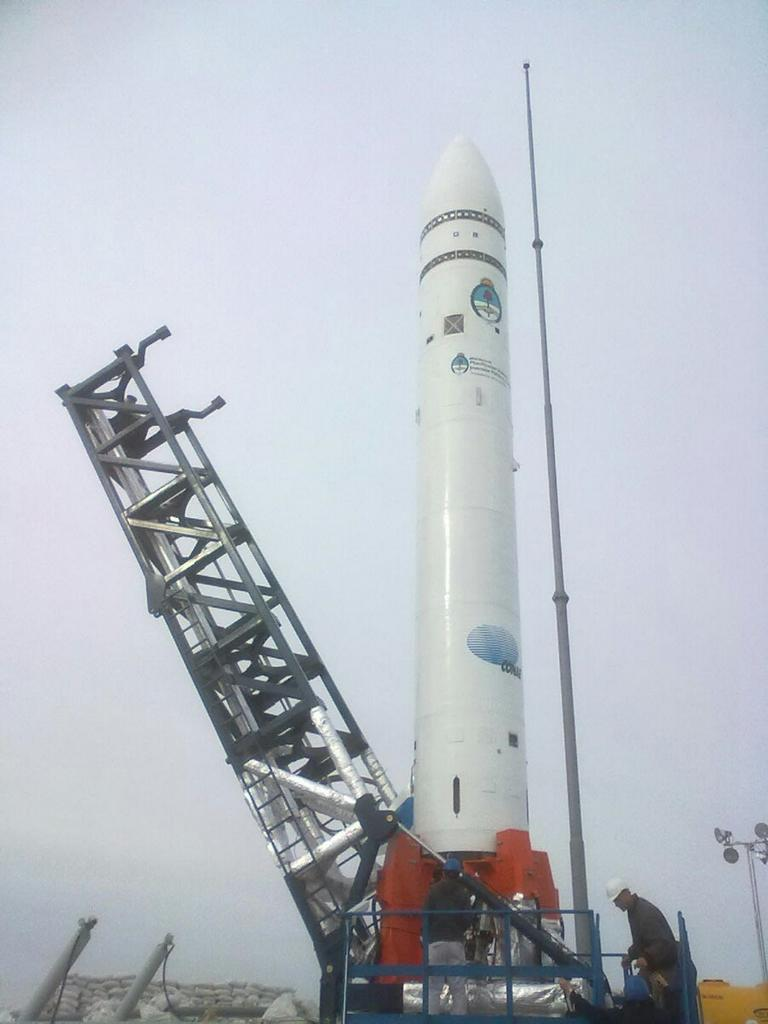
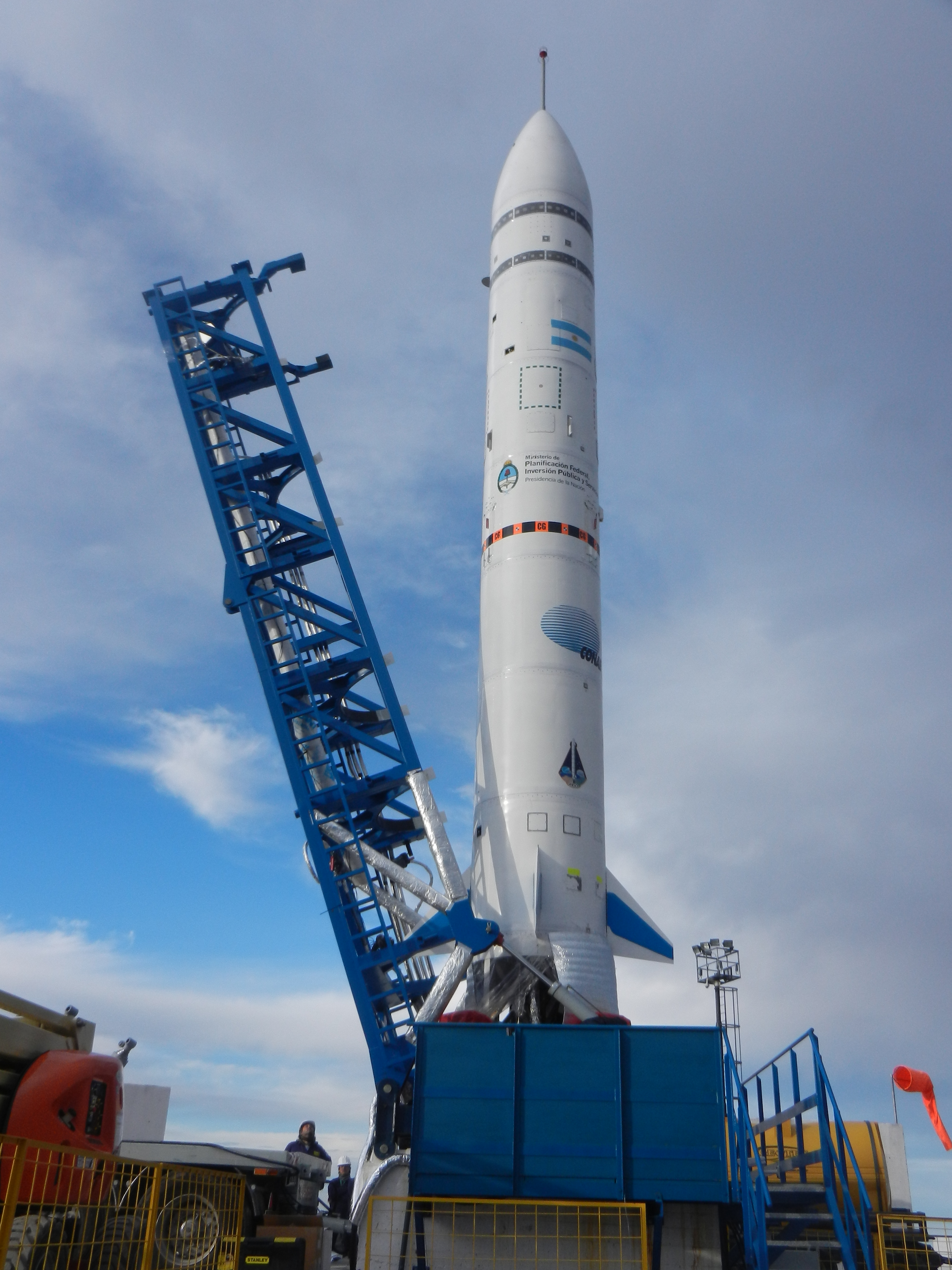

Первоначальное предложение было создать 3-ступенчатую ракет. В начале 2015 года появилось решение . Оно было представлено на 52-й сессии Комитета по мирному использованию на встрече Ultra-Terrestrial Space , а сама ракета была протестирована на стартовой площадке в Пунта Индио.

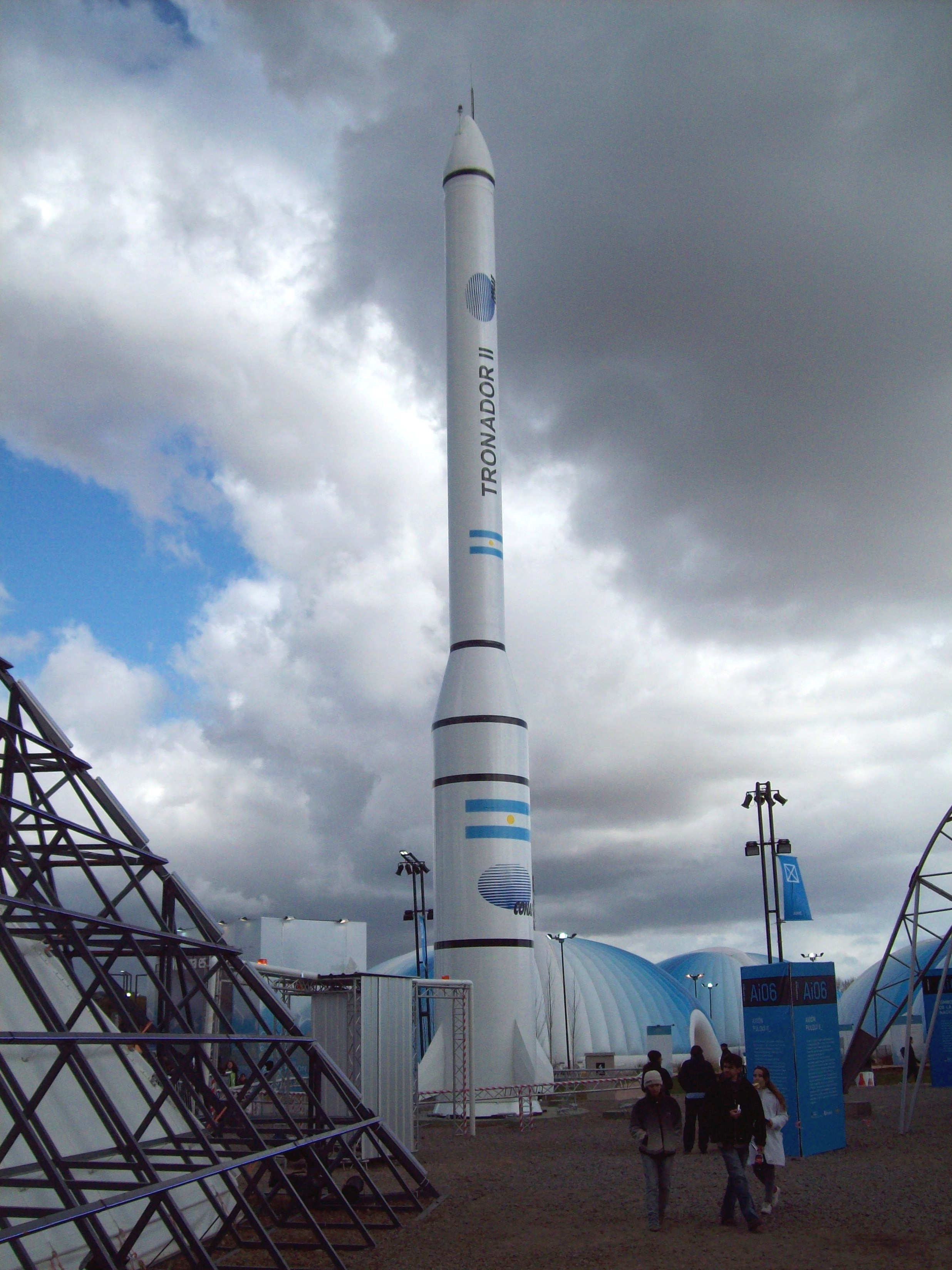
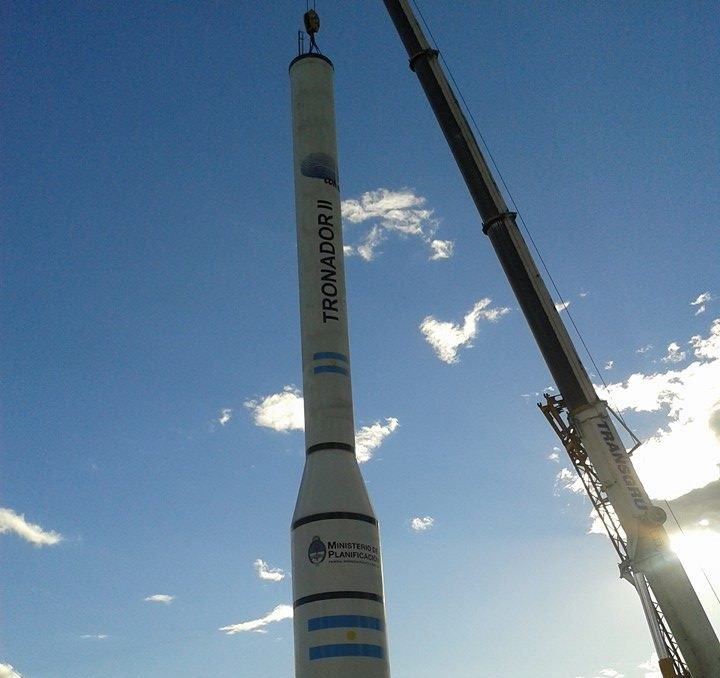
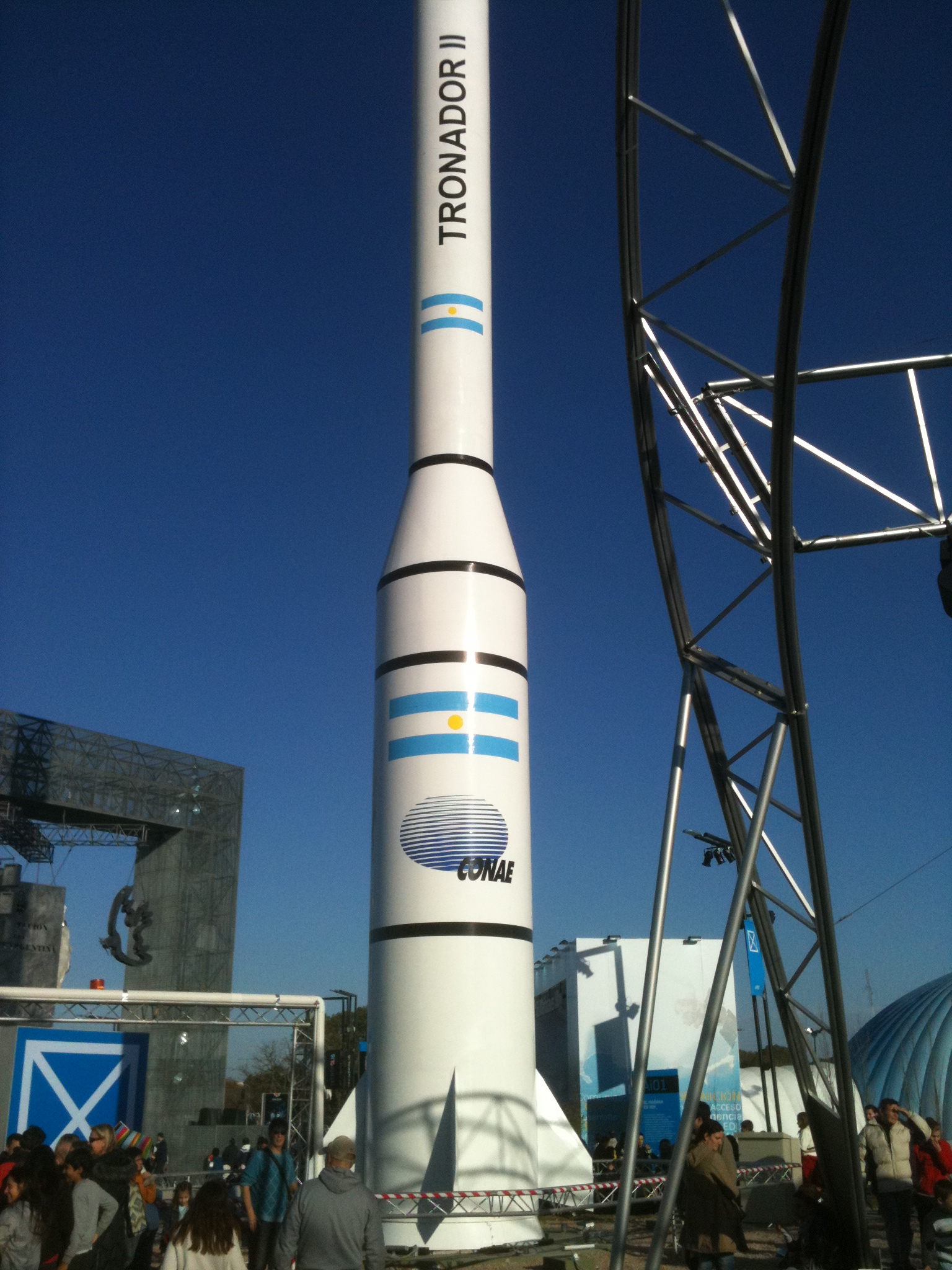
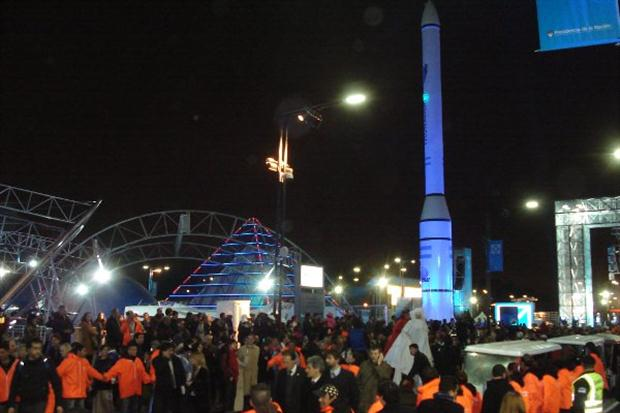
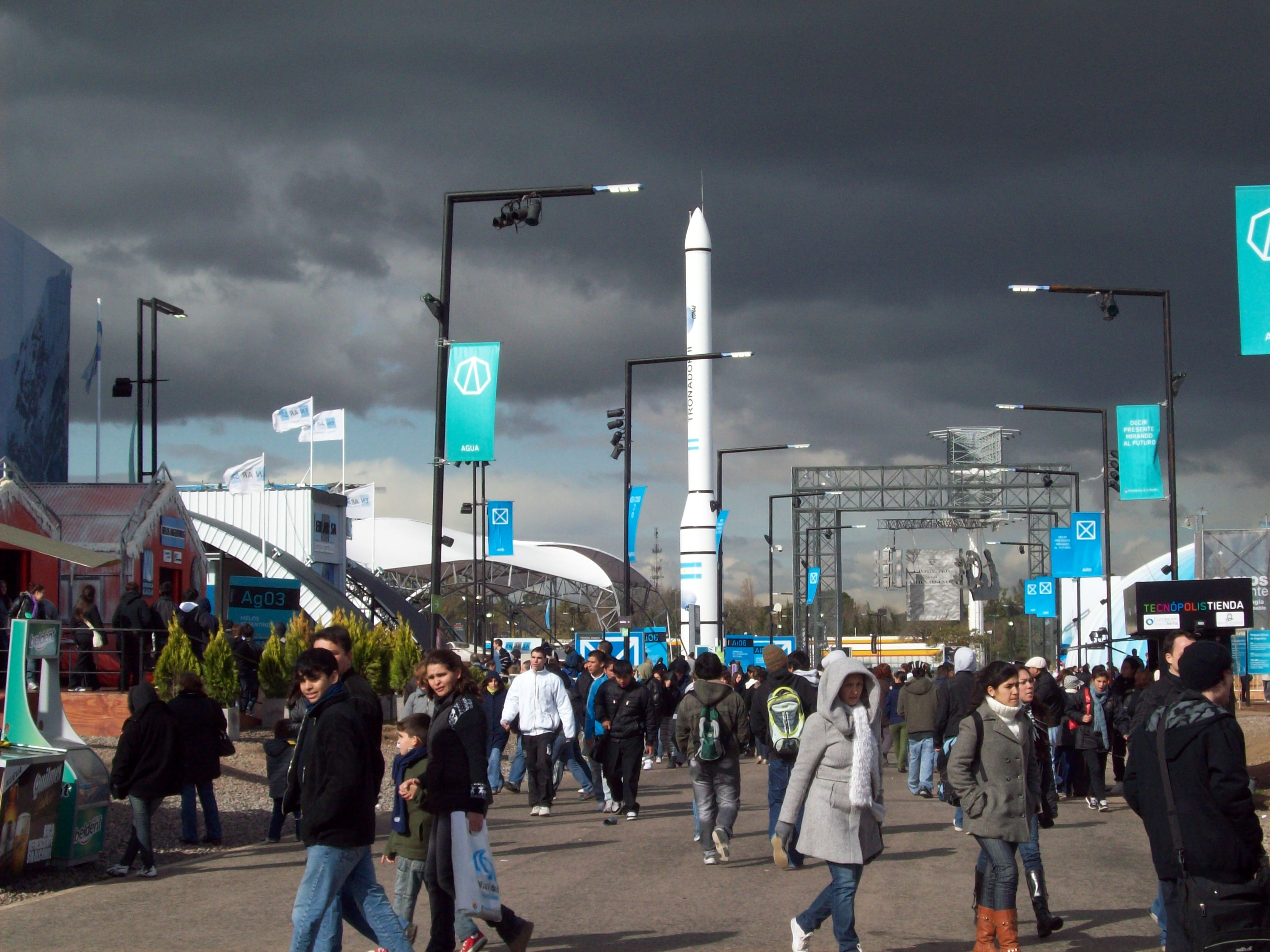
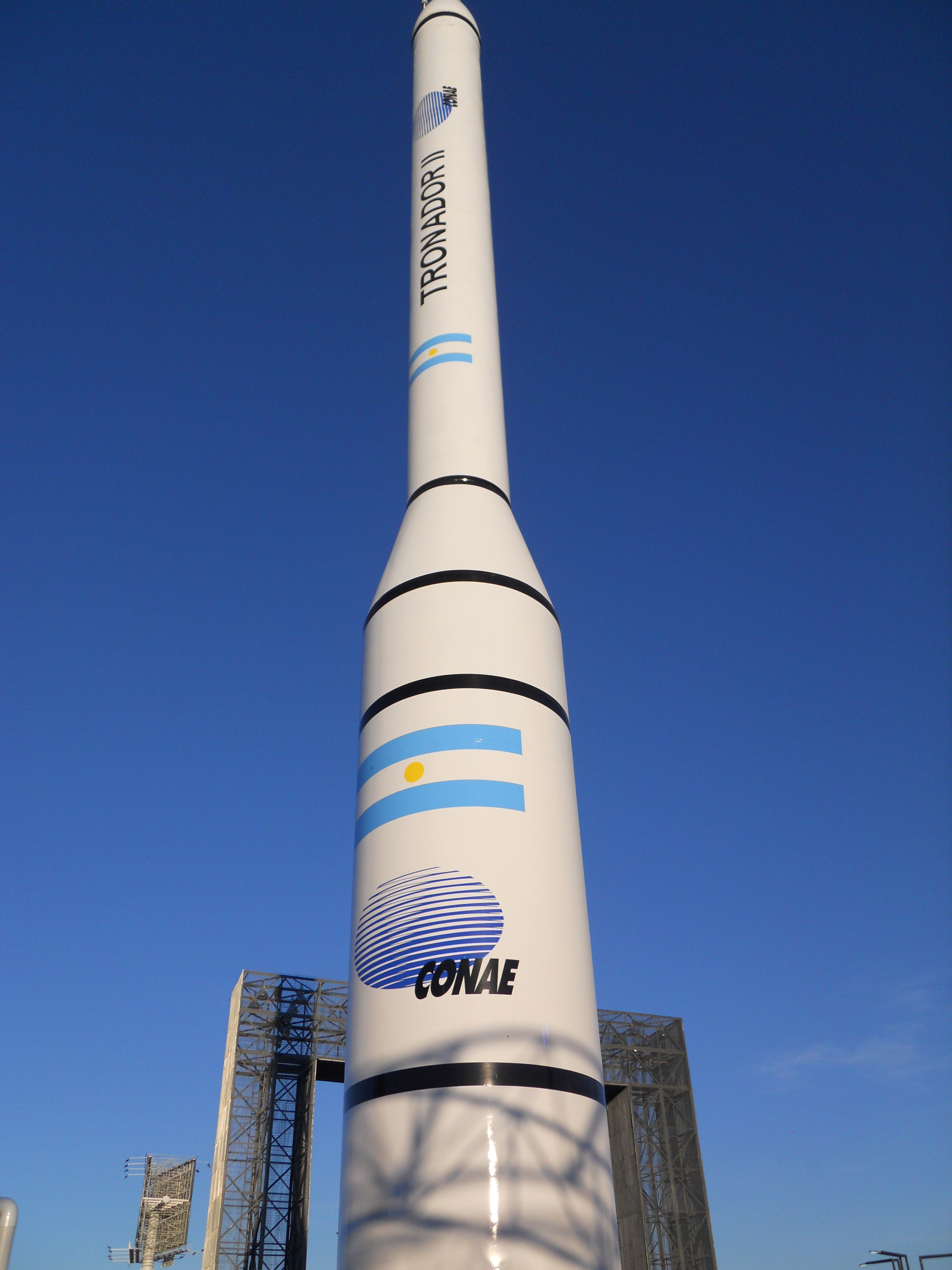
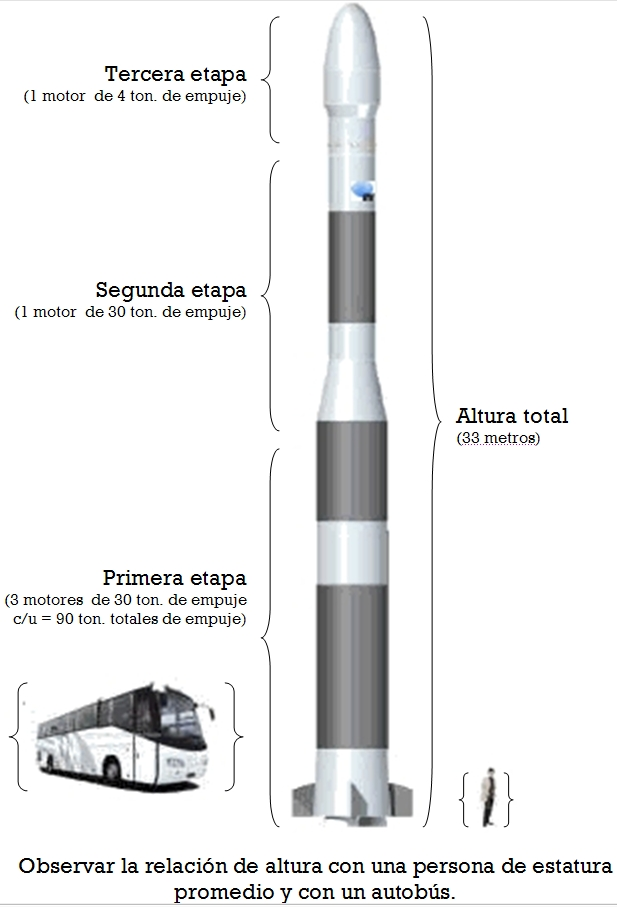

- Первая ступень: 90 т (3x30 т)
- Вторая ступень: 30 т
- Третья ступень: 4 т тяги

## Tronador III
Планируется, что Tronador III будет иметь тот же диаметр, как Tronador II, но будет больше по высоте (всего 34 м). Заправленная ракета весит 89 т, и способна выводить до 1 тонны полезной нагрузки на полярную орбиту.